# José Antonio Fernández Vega
José Antonio Fernández Vega (Llanes, 1891 - Màlaga, 18 de maig de 1942) va ser un metge i polític asturià, Governador Civil de la província de Màlaga durant el cop d'estat del 18 de juliol de 1936 que va donar lloc al començament de la Guerra Civil Espanyola.

## Biografia
Casat i amb sis fills, José Antonio Fernández Vega era militant d'Izquierda Republicana i Governador Civil de Lugo des de les eleccions de febrer de 1936. Va romandre en aquest lloc fins a juny del mateix any, quan va ser nomenat Governador Civil de Màlaga. En aquesta ciutat va haver de fer front a l'aixecament militar i a les milícies que van prendre el poder després del fracàs de l'aixecament.
A mitjan setembre de 1936 va ser destituït del seu càrrec pel Ministre de la Governació, Ángel Galarza Gago, a causa d'uns rumors que l'acusaven d'haver-se apropiat de fons públics. Torna llavors a Astúries amb la seva família, on s'ocupa el càrrec de director de l'hospital de Llanes durant un mes fins que és destituït per generar desconfiança entre els dirigents del Front Popular, segons un informe de la Guàrdia Civil de 1941. Surt llavors cap a França, però en mancar de recursos, torna a Espanya, i és nomenat Metge de la Sotssecretaria d'Armament a Barcelona fins a la caiguda de Catalunya, quan es veu obligat a exiliar-se de nou a França.
Acollit en un camp de concentració francès, va ser detingut per la Gestapo el 10 de juny de 1940 al costat d'altres personalitats com Lluís Companys o José Villalba Riquelme, i és enviat a Espanya juntament amb l'ex alcalde de Bilbao Ernesto Ercoreca Régil. És llavors traslladat a la Presó Provincial de Màlaga per ser jutjat sobre la base de les llistes que proporciona la mateixa presó provincial segons les quals van ser detingudes en el seu nom 371 persones de les quals 275 van ser executades mitjançant "saques".
En la seva defensa, Fernández Vega va al·legar que mai va saber res de les saques fins una vegada dutes a terme i que, en la mesura de les seves possibilitats, va rescatar un gran nombre de detinguts, inclosos militars i sacerdots, als quals va proporcionar passaports i va ajudar a escapar de la ciutat. Va ser condemnat a mort i afusellat al cementiri de San Rafael, on roman el seu cos en una fossa comuna.